# スカパー!プレミアムサービス
スカパー!プレミアムサービス（英称：SKY PerfecTV! Premium Service）は、スカパーJSAT株式会社が運営する衛星一般放送（東経124度・128度CSデジタル放送）の有料放送管理サービス（プラットフォーム）である。
東経124度通信衛星（JCSAT-4B）及び同128度通信衛星（JCSAT-3A）を用いて、衛星一般放送事業者のスカパー・エンターテイメントが行っている各種専門チャンネルを配信するサービスである。また、運営するスカパーJSATは視聴契約・料金収受・番組案内・マーケティングや、受信装置の企画・販売・レンタル、設置工事の斡旋といった業務も担っており、各放送事業者と視聴者との橋渡し役となっている。
2012年10月1日から現在の名称「スカパー!プレミアムサービス」となっている。総チャンネル数は2025年5月時点で132チャンネル（全チャンネルハイビジョン）となっている。

## 概要

### サービスの変遷
「パーフェクTV!」と「JスカイB」の合併
サービス名の「スカパー!」は、同社開始当初の東経128度CS放送プラットフォーム「パーフェクTV!」に、開始間近だった他社後発の東経124度CS放送プラットフォーム「JスカイB」が合併して出来た「スカイパーフェクTV!」の略称として公式に使用してきた用語を正式名称化したものである。JスカイBは当時のJC-SAT衛星を使用しており、旧：パーフェクTV!と受信アンテナ・チューナーが共有できることから、利用者の相互乗り入れができるように業務提携の関係を結んでいた。なお、英語表記はスカイパーフェクTV!時代からの「SKY PerfecTV!」を引き続き使用していた。このため合併以後、東経128度通信衛星での放送を「パーフェクTVサービス」、東経124度通信衛星での放送を「スカイサービス」と呼んでいる。

「旧：パーフェクTV!」契約者への移行措置
合併後は「スカイサービス」が東経124度通信衛星を利用しているため、「2衛星対応」受信アンテナ・チューナーが必要となった。後述の「ディレクTV」統合時とは異なり、旧：パーフェクTV!契約者に「2衛星対応」受信アンテナ・チューナーの提供や更新サービスは実施されなかった。なお、旧：パーフェクTV!専用チューナーでも引き続きスカイパーフェクTV!の契約は可能であった。
「ディレクTV」との統合
1997年12月から、当時の競合していた宇宙通信が運営する衛星SUPERBIRD・Cを使用した「ディレクTV」が開局したが、大半のチャンネルが当時のスカイパーフェクTV!と重複することや、一部のスカパー!で提供しているチャンネルがディレクTVで提供していなかったことなどから経営的な不振により、2000年9月30日をもって、ディレクTVのサービスを終了し、ディレクTVの出資親会社だったアメリカのヒューズ・エレクトロニクスがスカイパーフェクトコミュニケーションズ（現在：スカパーJSAT）に資本参加させ、希望契約者にスカパー!への契約移行・受信装置の無償提供を行い、プラットフォーム統合（スカパー!がディレクTVを吸収する形）を行った。
「スカパー!」へ変更
2012年10月1日よりスカパーJSATにおける多チャンネル放送の統一サービス名として「スカパー!」を使用。そのうち衛星基幹放送（BSおよび東経110度CS放送）プラットフォームを「スカパー!」、光放送サービスを「スカパー!プレミアムサービス光」という名称で運営している。詳細は当該項目を参照。

### サービスの種類
標準画質放送（MPEG-2）
標準画質放送は1996年9月30日から2014年5月31日まで放送されていたサービスである。
SD画質のみのサービスでMPEG-2方式により圧縮される。英文によるクローズドキャプションの表示が可能。
H.264による放送が開始された2008年10月1日からH.264放送と区別するため名称が「スカパー!SD」となり、2012年10月1日から放送終了までは「スカパー!プレミアムサービス（標準画質）」となっていた。サービス終了でH.264へ移行しなかったとみられる25万2027件が解約した。
2014年6月以降も標準画質放送を続けていたショップチャンネルとQVCは2015年3月31日に、スターデジオは2024年3月31日に放送終了し、標準画質放送は全て終了した。
ハイビジョン放送（H.264）
2008年10月1日から、DVB-S形式のMPEG4 AVC/H.264で圧縮される放送を開始した。SDに加えて、ハイビジョン放送（HDTV）が行えるのが特徴。「スカパー!HD」という名称でスタートしたこのサービスは、2012年10月1日から「スカパー!プレミアムサービス」となった。専用のH.264に対応した受信チューナーが必要である。日本語字幕放送を表示出来る。標準画質放送（MPEG-2）終了後は、SD放送もすべてH.264で送信されていたが、2014年10月28日をもって、全てのSD放送がハイビジョン化された。
4K画質放送（H.265）

2014年6月2日から2024年3月31日まで、H.265圧縮による4K画質放送が行われた。

### 基本サービス
契約者は全員、契約したチャンネルの月額料金に加え、別途基本料が必要となる。
有料のチャンネルを1チャンネル以上契約することにより、2024年3月までは「スカチャン1 4K」、2022年10月までは「BSスカパー!」が視聴可能であった。
なお、無料チャンネルのみを視聴する場合は有料サービスへの契約は不要である。

## 「スカパー!プレミアムサービス」と「スカパー!」
「スカパー!」が110度CS・BSアンテナとテレビやBDレコーダーなどに内蔵された機器で手軽に加入・視聴・録画できる点が強みなのに対し、「スカパー!プレミアムサービス」はチャンネル数の多さと専門性の高さ、全チャンネルがハイビジョン画質である事をアピールポイントとしている（「スカパー!」には、標準画質のチャンネルがある。「スカパー! チャンネル一覧」を参照）。
なおスカパー!で放送されているチャンネルの大半はプレミアムサービスでも放送している。2024年4月時点でスカパー!のみの放送でプレミアムサービスでは放送していないチャンネルは「WOWOW 4K」、「TAKARAZUKA SKY STAGE」となっている。一方「グリーンチャンネル」を除く公営競技（南関東公営競馬・地方競馬・競艇・競輪・オートレース）や成人向けのアダルトチャンネル、中国の国際テレビ放送の専門チャンネルはプレミアムサービスのみの放送となっている。「日経CNBC」や「旅チャンネル」のようにプレミアムサービス単独での放送からスカパー!とのサイマルを行った後、再度プレミアムサービスのみの放送に戻ったチャンネルもある。
国際放送については、韓国の国際テレビ放送は展開当初、在日韓国人向けの意味合いが強かったが、韓流ブーム以降、韓流スターやK-POPなど、韓流ファンの日本人にも視聴者が増えている。そのこともあり、2018年の秋頃にはスカパー!にも一部チャンネルを展開するようになった。
プレミアムサービスのICカードにはチューナー機器情報が含まれているため他のチューナーでの使用はできず、その旨のメッセージが表示される（対して、スカパー!で用いるB-CASカードは互換性があり、対応機器なら挿し替えても使える）。プレミアムサービスのアンテナは、東経124度・128度CSおよび110度CS/BS対応の3衛星対応アンテナ（同軸ケーブルも3系統）となっている。

## 沿革
- 1996年（平成8年）9月30日：日本デジタル放送サービス（のちスカイパーフェクト・コミュニケーションズ、現在：スカパーJSAT）、通信衛星JCSAT-3を使用する「パーフェクTV!」を開始。日本におけるデジタル放送の草分けである。[要出典]
- 1997年（平成9年）12月：同じJCSAT衛星を利用していてチューナーが共有できるという観点から業務提携を結んでいたジェイ・スカイ・ビー（JスカイB）と対等合併に合意（存続会社は日本デジタル放送サービス）。[要出典]
- 1998年（平成10年）4月25日：JスカイBとの合併（1998年5月1日）に先立ち、プラットフォーム名を「スカイパーフェクTV!」に変更。通信衛星JCSAT-4（のち国外売却し現在の呼称はIntelsat 26）を使用する「スカイサービス」が始まる。旧：パーフェクTV!は「パーフェクTV」サービスとなる。[要出典]
- 1999年（平成11年）：スカイサービスの使用衛星を、JCSAT-4から新たに打ち上げたJCSAT-4A（現在：JCSAT-6）へ変更。[要出典]
- 1999年（平成11年）- 2000年（平成12年）：スカイパーフェクTV!代理店で当時光通信完全子会社として受信機器のレンタルなどを行っていたデジタルクラブ（のちクラビットに改称、現在：ブロードメディア）の一部加盟取次店による強引な勧誘・加入契約などが社会問題化。2002年（平成14年）4月に同社の代理店契約を解除。
- 2000年（平成12年）10月：ディレクTV廃局に伴い、ディレクTVで放送していたチャンネルの一部が、この日までに移行を完了し放送開始。
- 2005年（平成17年）5月：2005年2月に設立した子会社のスカパー・マーケティグ、アンテナ・チューナーのレンタルサービス（スカパー!レンタルサービス）をスタート（2007年（平成19年）、全事業をスカイパーフェクト・コミュニケーションズが引き継ぎ解散）。
- 2006年（平成18年）10月：160GBのHDDを内蔵させたチューナーのレンタルサービス「スカパー!DVR」をスタート、更に1つのアンテナで2つのチューナーが接続できるアンテナの提供も行う（各チューナーごとの契約は必要）。
- 2007年（平成19年）3月：パーフェクTVサービスの使用衛星を寿命の近かったJCSAT-3から前年に打ち上げた代替機・JCSAT-3Aへ変更のうえ、送信出力増強。
- 2008年（平成20年）10月1日：H.264/AVC、DVB-S2方式を用いたハイビジョン放送15チャンネル（うちPPV6ch、プレミアム4ch、ベーシック5ch）を加えたサービス「スカパー!HD」を開始。従来からのMPEG-2 TS、DVB-S方式標準画質放送のみのサービスは「スカパー!SD」と呼称し「スカパー!」は両サービスの総称になるとともに同社運営の東経110度CSデジタル放送プラットフォーム「スカパー!e2（10月1日「e2 by スカパー!」より変更）」、子会社オプティキャストが運営（2014年、オプティキャストがスカパーJSATへ合併し直営）する光放送の「スカパー!光」などを含めたスカパーJSATグループにおける多チャンネル放送のブランド名ともなる。
- 2009年（平成21年）10月1日：スカパー!HDに約60チャンネル（うちPPV8ch、プレミアム9ch、ベーシック35chなど）追加、ハイビジョン放送は合計70チャンネル以上となる。
- 2010年（平成22年）
  - 4月30日：スカパー!SD専用の市販チューナー販売を終了。
  - 8月31日：スカパー!SD専用チューナーのレンタル受付を終了。以後スカパー!SD基本契約の新規締結は、既にスカパー!SD専用チューナーを保有している顧客のみが対象となる。
- 2012年（平成24年）
  - 5月16日：JCSAT-4B（調達呼称JCSAT-13）打ち上げ。2013年初めまでにスカイサービス使用衛星を更新。
  - 9月29日：スカパー!HDのHDチャンネルが121チャンネルに増加、同時にH.264圧縮のSD放送39チャンネルも開始。これによりMPEG-2に対応していないHD対応チューナーでラジオを除くほぼ全てのチャンネルが視聴できるようになる。
  - 10月1日：「スカパー!」、「スカパー!e2」、「スカパー!光」を含むスカパーJSATにおける多チャンネル放送の統一ブランド名とし、同時に各サービス名の変更を行う。
    - スカパー!e2→スカパー!
    - スカパー!HD→スカパー!プレミアムサービス
    - スカパー!SD→スカパー!プレミアムサービス（標準画質）
    - スカパー!光→スカパー!プレミアムサービス光
- 2013年（平成25年）
  - 5月31日：MPEG-2による標準画質放送を含む、チャンネルおよびパック・セットの新規契約・変更、および「えらべる15」の選択チャンネル変更の受付を終了。
  - 12月1日：MPEG-2による標準画質放送（400番台を除く）最後の「無料の日」となる。
- 2014年（平成26年）
  - 5月31日：ショップチャンネル、QVCを除き、MPEG-2による標準画質放送を終了。スターデジオは放送を継続する。
  - 6月2日：4K試験放送「Channel 4K」放送開始。
  - 10月28日：MPEG-2による標準画質放送2チャンネルとスターデジオを除く全チャンネルをハイビジョン化完了。
- 2015年（平成27年）
  - 3月1日：世界初となる有料4K放送専門チャンネル「スカパー!4K」を2チャンネル開局[2]。
  - 3月31日：スターデジオ以外のMPEG-2による標準画質放送を完全終了。
- 2024年（令和6年）3月31日：「スカチャン1 4K」・「スターデジオ」放送終了。これにより、プレミアムサービスでの4K放送とラジオ放送（標準画質放送）は全て終了した。

（スカパーJSAT#沿革も参照のこと）

## 放送方式

### コピー制御
現在、配信している全てのチャンネル・番組において地上デジタル放送やBSデジタル放送で用いられているCGMS-A方式によるコピー制御を行っている。
契約無しで視られるショッピングチャンネルは「コピーフリー」で放送しているが、大半のチャンネルでは、1回の録画だけを許可する「コピー・ワンス」を採用しており、成人向け放送局や一部のペイ・パー・ビュー番組では、録画自体を禁止する「ネバーコピー」も採用されている。

### ペイ・パー・ビュー（PPV）
大半のチャンネルでは月単位で料金が設定されているが、一部では従量課金制の「ペイ・パー・ビュー（PPV）」方式が採用されている。受信機で専用のポータルサイトにアクセスし、見たい番組を選択して視聴する。購入の前には、一定時間プレビューができる。
購入した番組の履歴はICカードに蓄積されていき、満杯になると購入できなくなる。カードに溜まったデータは一定期間が経つと電話回線（もしくはインターネット回線）を通じて送信され、記録がクリアされると再度購入が可能となる。このため、受信機の接続や設定を誤るとデータが満杯となり、新たな番組を購入することができなくなるため、注意が必要。
コンテンツには映画、コンサート、ビデオ映画、アニメ、プロレス、格闘技などがある。中には、権利上の理由でコピーガードがかけられている番組もある（コンサートなど）。

### 成人向け放送の視聴制限
事前に申し込みが必要で、成人向け番組視聴申込書と20歳以上であることを証明する、運転免許証、健康保険証、パスポート（マイナカード、住基カードは不可）のいずれか1つのコピーを同封し、カスタマーセンターあてに郵送またはファクスで手続きを行う。
視聴できる年齢の下限は「20歳」であり、成人番組倫理委員会の取り決めによりすべての番組に録画禁止が設定されていたが、2010年6月1日よりコピー・ワンスに移行されている。20歳に満たない視聴者を防ぐため、一般の受信機にはペアレンタルコントロール機能が搭載されている。
成人向けの専門チャンネルは全部で15ある（いずれもPPVまたはPPD対応）。
かつては900番台のチャンネルで月額契約を結んだ場合でもPPV方式の購入手続き（電話回線の接続）が必要だったが、2005年12月より一部ICカード（カード番号が06または11、20から始まるカード）では購入手続き無しで視聴できるようになった。

### 複数台割引
複数台の視聴を希望する利用者に対しては、スカパー!、プレミアムサービス（プレミアムサービス光を含む）の種別を問わず、加入料・基本料を免除したうえで、一部の対象外チャンネルを除き、スカパー!とプレミアムサービスは同一のサービスを3台目まで、プレミアムサービス光の「スカパー!光パックHD」サービスは4台目まで視聴料を半額にするサービスが適用される。例えば、「スカパー!新基本パック」と、「スカパー!光パックHD」を複数利用するのであれば、加入料・基本料は1台目のみの負担で済み、「スカパー!新基本パック」の2台目・3台目、「スカパー!光パックHD」の2台目 - 4台目の視聴料が半額となる。ただし、パック・商品が異なる場合、及びチャンネルが同じであっても、サービスが異なる放送を視聴する場合は割引の対象とはならない。

### 無料放送
通常はテレビショッピングの専門チャンネルなど、常に視聴料金なしで視聴できる「無料放送」を行っているチャンネルはごく一部のみである。
ただし、CS放送を受信できる環境が揃っている世帯など新規顧客の獲得を目的に、主に毎月第1日曜日の4時から次の日の4時までの24時間に「プレミアムサービス無料の日」と称した一斉無料放送を行っている。さらに2012年10月からは、第1日曜日を含む10日間の無料放送日を年に1回 - 2回程度、スカパー!でのそれと同じタイミングで設けていた。ただし、2013年12月1日をもってMPEG-2による標準画質放送では400番台以外の「無料の日」サービスを終了した。PPVや成人向け放送など、無料開放を実施しないチャンネルや番組も一部ある。
なお、ケーブルテレビの中にはスカパー!から電波の供給を受けて放送している局もあるが、セットトップボックスなど受信機のシステム上の都合で無料放送であっても視聴できない場合がある。
その他、チャンネルによっては宣伝等のため番組間のCM中や一部の番組・時間帯に限って一時的に無料放送を行っているケースもある。

### コールサイン
本サービスに使用されるスカパーJSATの人工衛星（通信衛星）の無線局は「衛星基幹放送局」ではなく「電気通信業務用人工衛星局」であるため、識別信号（コールサイン）は非公開。

## 受信に関して

### 放送波受信の仕組みと配線
スカパー!プレミアムサービスでは方角の異なる2つの通信衛星からそれぞれ水平及び垂直の直線偏波として4種類の電波を同時送信する事によって、多くのチャンネルを提供可能としている。スカパー!などのBSおよび東経110度CSデジタル放送は右旋及び左旋（2018年に一部の帯域で開始）の円偏波という2種類の電波を出しているが、放送衛星と通信衛星がほぼ同一の方角にあるため、プレミアムサービスでは実質的にBS・東経110度の約2倍の帯域を使用している。4種類の電波を原則としてチューナーからアンテナに付属するCSコンバーターへ供給する電源に電圧変化あるいはパルス信号を与え、目的のチャンネルを送信している衛星・偏波の組み合わせに一致するよう切り換える必要がある。よって、一般家庭での受信ではアンテナとチューナーの間に分配器を取り付けてはいけないとされている。

### アンテナ

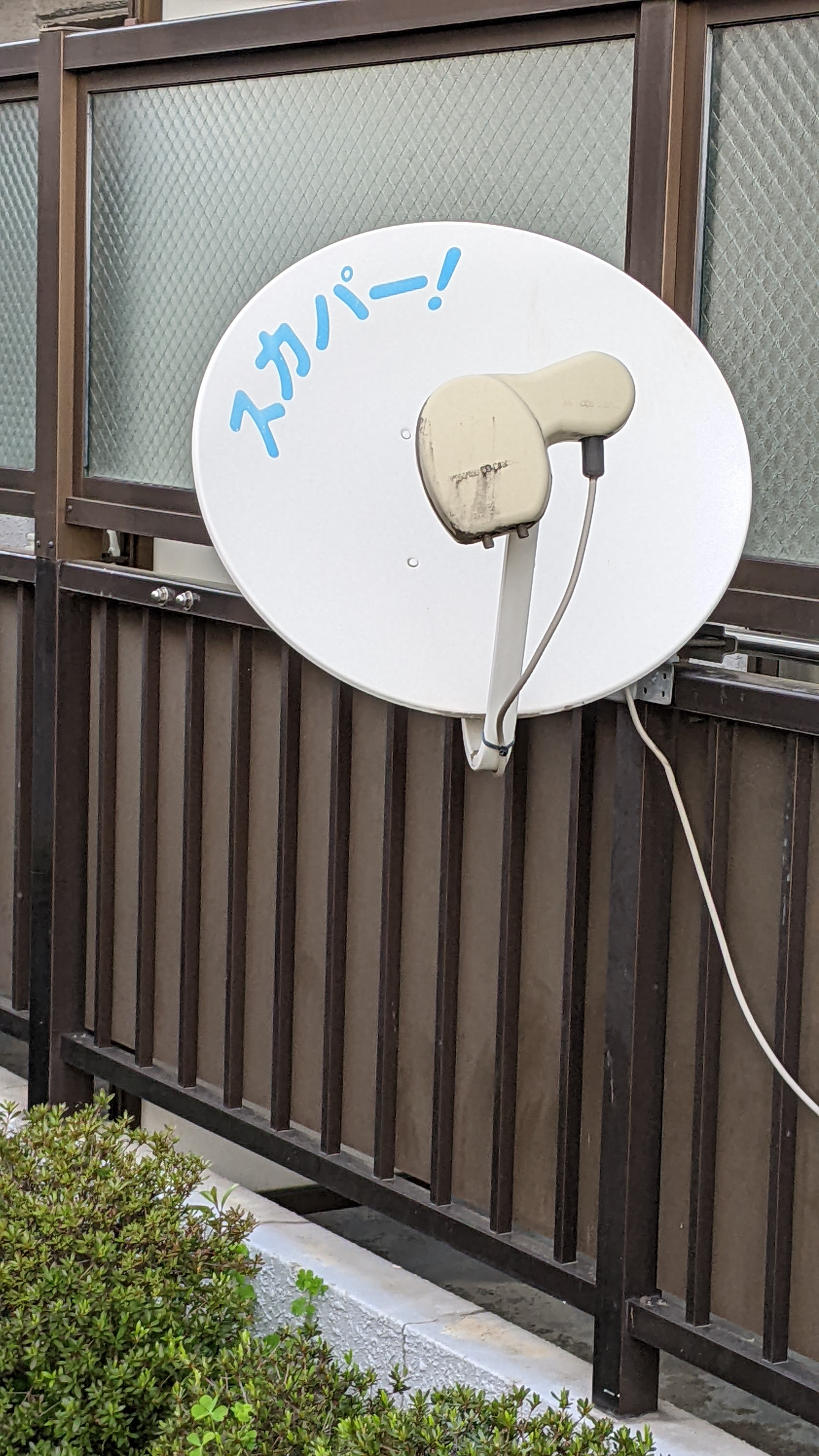
2出力アンテナの例

衛星からの電波を受信するには、日本国内の加入世帯にパラボラアンテナ（2ビームタイプ）を設ける。アンテナは南南西の方角に向けて開けた場所に設置する必要があり、日本標準時13時頃に、太陽が見渡せるかどうかが目安となる。
1出力アンテナ
放送開始当初から一つのアンテナにCSコンバーター1系統を搭載した1出力アンテナが販売されている。
パーフェクTV!とJ・スカイBの合併前（SKYサービス開始前）のアンテナはPerfecTVサービス用の1衛星アンテナで、衛星切換機能はない。どちらかの衛星に向けて使用することになるが、「アンテナあげます!つけます!キャンペーン」の対象となり、申し込むとBSやスカパー!を含めた3衛星（厳密には4衛星）対応アンテナへ交換してもらえる。その他のCS放送用アンテナ（アナログCS用やディレクTV用など）も1衛星用として使用できる。
2出力アンテナ
1つのアンテナにCSコンバーター2系統を搭載した2出力アンテナが販売されている。基本的にチューナー1台につきCSコンバーター1系統が必要である点は変わっていない。
|          |       | 入力パルス信号                                    | 入力パルス信号                                    |
| なし     | 40kHz |                                                   |                                                   |
| -------- | ----- | ------------------------------------------------- | ------------------------------------------------- |
| 入力電圧 | DC15V | 東経128度（JCSAT-3A） 水平偏波 12.2GHz - 12.75GHz | 東経124度（JCSAT-4B） 水平偏波 12.2 - 12.75GHz    |
| 入力電圧 | DC11V | 東経128度（JCSAT-3A） 垂直偏波 12.2GHz - 12.75GHz | 東経124度（JCSAT-4B） 垂直偏波 12.2GHz - 12.75GHz |
| 出力     | 出力  | ↓どれか1つを変換し伝送 1,000MHz - 1,575MHz        | ↓どれか1つを変換し伝送 1,000MHz - 1,575MHz        |
| チューナー（1）   | チューナー（2）   | アンテナからの出力 | 備考 |
| ----------------- | ----------------- | ------------------ | --- |
| JCSAT-3A 水平偏波 | JCSAT-3A 水平偏波 | JCSAT-3A 水平偏波  | 衛星・偏波面ともに同一の場合。 両方映る                                                                      |
| JCSAT-3A 垂直偏波 | JCSAT-3A 水平偏波 | JCSAT-3A 水平偏波  | 衛星が同一で偏波面が異なる場合。 水平偏波を選択したチューナー（2）が映る                                     |
| JCSAT-4B 垂直偏波 | JCSAT-3A 垂直偏波 | JCSAT-4B 垂直偏波  | 偏波面が同一で衛星が異なる場合。 JCSAT-4Bを選択したチューナー（1）が映る                                     |
| JCSAT-4B 垂直偏波 | JCSAT-3A 水平偏波 | JCSAT-4B 水平偏波  | 一方がJCSAT-3A・水平偏波で他方がJCSAT-4B・垂直偏波の場合。 出力はJCSAT-4B・水平偏波になり両方映らない        |
| JCSAT-4B 水平偏波 | JCSAT-3A 垂直偏波 | JCSAT-4B 水平偏波  | 一方がJCSAT-4B・水平偏波で他方がJCSAT-3A・垂直偏波の場合。 JCSAT-4B・水平偏波を選択したチューナー（1）が映る |
共同受信で全チャンネル映るようにするには
マンションなどの同軸ケーブル（2軸）での共同受信（共聴）では、視聴出来ないチャンネルが一部にある。共聴タイプ1 - 3は、基本的に同軸ケーブルを衛星毎に1軸ずつ使用する方式で、タイプ1の導入当初は帯域が狭かったJCSAT-4（当時）のSKYサービスに地上波（CATVを含む、以下同様）とBSを混合する方式だったが、この方式はBSに追加されたチャンネル（BS-17ch - BS-23chにより伝送されるチャンネル）や東経110度CS放送も、JCSAT-4Bにより伝送されるハイビジョンチャンネルも受信できない。JCSAT-3（当時）のPerfecTVサービスに適用すると、ハイビジョンチャンネルに加え標準画質チャンネルの一部もカットされるため、一部のチャンネルが受信できない。タイプ2は1衛星の両偏波を全部伝送する物で、帯域がBSとも競合するため地上波とのみ混合できる。タイプ3はタイプ1を拡張し、タイプ1でカットされる帯域のうち片方の偏波を空き帯域に混合する物であり、どちらの偏波を混合するかによって2方式ある。
プレミアムサービスの全チャンネルを共同受信するには、設備側に2衛星対応4出力アンテナとブロックコンバーター（放送周波数を変則的なCS-IFに変換する装置）、各受信機に端末ブロックコンバーターが必要であり、端末ブロックコンバーターに関してはチューナー毎に1台必要になる。これをやってもプレミアムサービスのハイビジョンチャンネルは周波数帯域が異なるため、大部分のチャンネルが視聴不能である。
標準画質チャンネルの放送終了（一部除く）後、段階的に再編成が行われ、2014年10月1日以降はJCSAT-3AのチャンネルはJCSAT3のタイプ3-1でも全部映るようになる見通し。タイプ3-2はタイプ1と同じチャンネルになるため、タイプ3-1への改修が必要になる。JCSAT-4BのチャンネルはJCSAT4のどの方式でも全部映る。
| 共聴方式 受信の可否  | JCSAT-3A 水平偏波 | JCSAT-3A 垂直偏波 | JCSAT-4B 水平偏波 | JCSAT-4B 垂直偏波 | 備考 |
| -------------------- | ----------------- | ----------------- | ----------------- | ----------------- | ---- |
| タイプ1 （JCSAT3）   | △                 | △                 | -                 | -                 |      |
| タイプ1 （JCSAT4）   | -                 | -                 | △                 | △                 |      |
| タイプ2 （JCSAT3）   | ◎                 | ◎                 | -                 | -                 |      |
| タイプ2 （JCSAT4）   | -                 | -                 | ◎                 | ◎                 |      |
| タイプ3-1 （JCSAT3） | △                 | △                 | -                 | -                 |      |
| タイプ3-1 （JCSAT4） | -                 | -                 | △                 | △                 |      |
| タイプ3-2 （JCSAT3） | △                 | △                 | -                 | -                 |      |
| タイプ3-2 （JCSAT4） | -                 | -                 | △                 | △                 |      |
| マスプロ2600M        | ◎                 | ◎                 | ◎                 | ◎                 |      |
| 新2軸                | ◎                 | ◎                 | △                 | △                 |      |
| 3軸                  | ◎                 | ◎                 | ◎                 | ◎                 |      |

### チューナー
2018年3月現在、プレミアムサービス用チューナー単体機を自社生産している国内メーカーは存在せず。BS・東経110度CS放送対応のプレミアムサービス両用衛星アンテナを自社生産している国内メーカーはDXアンテナのみとなっている。
かつてはパナソニック（スカパー!向けOEM）・ソニー・アイワ・東芝・シャープ・日立製作所・三菱電機・パイオニア（現在：オンキヨー&パイオニア）・日本ビクター（現在：JVCケンウッド）・ユニデン・ヒューマックスも対応チューナー及び、アンテナを自社生産していたが、2017年までに撤退した。
| メーカー              | プレミアムサービス  | プレミアムサービス光 | 内蔵HDD       | 発売年月   | 備考          |
| --------------------- | ------------------- | -------------------- | ------------- | ---------- | ------------- |
| パナソニック          | TZ-HR400P CDT700HD  | TZ-HR450P            | —             | 2011年12月 |               |
| パナソニック          | TZ-WR320P           | TZ-WR325P            | 320GB         | 2010年11月 | HDDレコーダー |
| パナソニック          | TZ-WR500P           | —                    | 500GB         | 2013年9月  | HDDレコーダー |
| パナソニック          | TZ-WR4KP            | TZ-WR4KP             | —             | 2017年7月  | 4K対応        |
| ソニー                | DST-HD1             | —                    | —             | 2008年10月 |               |
| ソニー                | BDZ-SKP75           | —                    | 500GB         | 2011年10月 | BDレコーダー  |
| ソニー                | FMP-X7 FMP-X7A      | FMP-X7 FMP-X7A       | —             | 2014年10月 | 4K対応        |
| シャープ （アクオス） | BD-W2000/W1000/W500 | —                    | 2TB/1TB/500GB | 2011年9月  | BDレコーダー  |
| シャープ （アクオス） | BD-W1100/W510       | —                    | 1TB/500GB     | 2012年3月  | BDレコーダー  |
| シャープ （アクオス） | BD-SP1000           | —                    | 1TB           | 2013年6月  | BDレコーダー  |
| シャープ （アクオス） | TU-UD1000           | —                    | —             | 2014年6月  | 4K対応        |
| ヒューマックス        | CS-HD300 SP-HR200H  | SP-HR250H            | —             | 2008年10月 | 地デジ対応    |
| スカパーJSAT          | PT-SH700A           | PT-SH700A            | —             | 2019年2月  |               |
| スカパーJSAT          | PT-WH800A           | PT-WH800A            | —             | 2023年8月  |               |

#### パーフェクTV!専用（標準画質、MPEG-2）
サービス終了
JスカイBと合併する前、即ち1998年後半頃までに製造・発売されたチューナーではスカパー!SDの「スカイサービス」に対応していないものがあった。また現在のスカイサービスであるJスカイBに対応しているチューナーであっても、衛星切替という操作が必要なものが少なくなかった。

#### スカパー!プレミアムサービス（標準画質、MPEG-2）
サービス終了
以前はアイワ、三洋電機などからスカパー!SD対応チューナーが内蔵されたテレビが発売された他、日立製作所（事業分割により現在：日立コンシューマエレクトロニクス）からはスカイパーフェクTV!の「パーフェクTV!」チューナが内蔵されたデジタル記録対応D-VHSビデオデッキ7B-DF100も発売。また「スカパー!DVR」というサービス名で、スカパー!SDのデジタル録画ができるHDDレコーダーを販売・レンタルしていた。
かつてはソニーが、スカパー!SD専用チューナーでほぼ唯一i.LINKが搭載されたDST-MS9を1999年頃から2年ほど販売していた。i.LINKはMD、かつて生産していたソニー製のD-VHSビデオデッキに対応。i.LINKでTS入出力対応のDVD、BD、HD DVDレコーダーで接続してもデジタル信号のままで記録することも物理的に可能だった（但し保証外）。他に東芝は、自他社のスカパー!チューナーと接続しての連携機能を搭載したDVDレコーダーを発売していた。
2009年2月時点でソニー、パナソニック、マスプロ電工及びDXアンテナ、ヒューマックス、スカパーJSAT（ヒューマックスのOEM）から販売・レンタルされていたが、2010年4月末で販売を、2010年8月末にはレンタル受付も終了したため、以後の入手方法は中古品などに限られている。
2013年5月31日に新規および追加加入受付・チャンネル追加受付を終了し、2014年5月31日にショップチャンネル、QVC、スターデジオを除き放送を終了した（ショップチャンネルとQVCは2015年3月31日に、スターデジオは2024年3月31日に放送終了）。

#### スカパー!プレミアムサービス（ハイビジョン・SD画質、H.264）
チューナー及びチューナー搭載機器
2008年10月1日のサービス開始に合わせて、スカパーJSATよりSP-HR200H（ヒューマックス製CS-HD300のOEM）のレンタルを開始。同年10月15日にはソニーよりDST-HD1が発売されたが、2012年3月時点ですでに製造を終了している。またヒューマックスも2013年10月時点で在庫のみとなった。
2010年10月以降はスカパーJSATよりパナソニック製の単体シングルチューナー機のTZ-HR400P（マスプロ電工へのOEMとしてCDT700HD）と、ダブルチューナーDVR機のTZ-WR320P（後にHDD容量を増加したTZ-WR500P）が販売された。これらのチューナーはMPEG-2方式（標準画質）にも対応している。
また、プレミアムサービス（124/128度CS）チューナーも搭載する4波（うち3波は地上波、BS、110度CS）対応BDレコーダーが2011年にシャープおよびソニーから販売された。
2019年2月18日より米国のARRIS Solutions製のシングルチューナーのPT-SH700A、2023年8月29日よりダブルチューナーのPT-WH800Aの取り扱いを開始（4K放送には非対応）。
ハイビジョン録画
プレミアムサービス専用チューナーでハイビジョン画質のまま保存するには「スカパー!プレミアムサービスLink（録画）」（旧：スカパー!HD録画）対応のレコーダーが必要である。ハードディスク（HDD）への録画後、DVDにムーブできる製品は数社が発表しているが、ブルーレイディスク（BD）に保存できるものはソニーが最初に対応製品を発表し、後にパナソニック、シャープ、東芝も対応製品を発表している。
外付けHDDやBDへの保存
2013年までに発売されているパナソニック製のチューナーのうち1機種はUSB接続の外付けHDDに、もう1機種は外付けHDDに加え内蔵HDDにも録画可能。
なお、ラジオ番組以外はスカパー!プレミアムサービスLink（ダビング）（旧：スカパー!ダビング）に対応したBDレコーダーにムーブすることが可能なため、最終的にBDへの保存が可能。
その他
フリーオスカイ（2011年9月11日発売）はPCでスカパー!が視聴可能となるチューナーである。ただし、コピー制御信号を無視する機能を搭載している事から不正チューナーとして扱われる。

#### スカパー!プレミアムサービス（4K画質、H.265）
サービス終了
2014年6月2日からスタートした「Channel 4K」および、2015年3月1日から放送開始したスカパーによる4Kサービス「スカパー!4K」のためのチューナー。4K UHD画質の映像を圧縮するためにH.265方式を採用している。著作権保護のためHDCP 2.2対応テレビが必要。放送は60pで行われるが30pのテレビでもフレームが劣るものの視聴できる。放送開始から遅れて2014年6月25日に発売されたシャープのTU-UD1000が第一号機。
新4K8K衛星放送開始までは国内唯一の4K放送であったため、2014年10月以降は東芝やソニーからプレミアムサービスの4Kチューナを搭載した4Kテレビが発売された。
2015年4月1日よりスカパーJSATにて、4K放送対応プレミアムサービスチューナー単体のFMP-X7Aの取り扱いを開始した。ソニー製ではあるが、店頭販売機種のFMP-X7とは機能が一部異なる。USB接続の外付けHDDに録画可能で、4K放送番組以外はスカパー!プレミアムサービスLink（ダビング）に対応している。ラジオ放送は視聴できない。
2017年7月20日よりパナソニック製のTZ-WR4KPの取り扱いを開始した。初の4Kダブルチューナ搭載モデルだが、プレミアムサービスでの4K放送は2020年4月以降「スカチャン1 4K」のみとなった。
2019年2月18日より取り扱いを開始したPT-SH700Aでは4K放送に対応しなくなり、プレミアムサービスの4K対応チューナーは販売終了となった。
2024年3月31日、唯一の4Kチャンネルとなっていた「スカチャン1 4K」の閉局により、プレミアムサービスでの全ての4K放送が終了した。同日、スカパー!でも110度CS左旋による4K放送を終了している。
スカパー!では「WOWOW 4K」のみ2025年2月28日まで引き続き放送されたが、プレミアムサービスでの放送は行われていない。

## 料金と法人契約
一般に公表されている料金は基本的に個人の家庭向け契約が前提のものであり、法人による契約や業務用契約（店舗等で不特定多数に向けて番組を流す場合の契約）の場合は料金が異なる。特に業務用契約の場合は、原則としてスカパー!を通さず、各チャンネルの運営会社と個別に契約を結ぶ必要がある。このため第一興商（STAR☆DAM）など一部の事業者では、スカパー!のチャンネルに関する法人・業務用向けパッケージ契約を取り扱っている。

## チャンネル数
かつてのアナログCS放送やケーブルテレビ向けに放送されていた30前後を含む新規のチャンネルが年々増加し、チャンネルの総数は2010年時点で約370となった。しかし放送を終了するチャンネルが相次ぎ、2012年9月時点では338チャンネルに減少した。2013年には一部の標準画質チャンネルやHDチャンネルが主に3月と9月に相次いで終了したためさらに減少し、10月時点でのチャンネル数は259（ハイビジョンは115）となった（旧放送事業者制度の下の事業者一覧は参照）。

## キラーコンテンツ
パーフェクTV!時代からJスカイB合併直後までは、プラットフォーム事業者が中心であったが、ペイパービュー・ジャパン（サービス名：パーフェクト・チョイス）と共同して日本初のペイパービュー方式によるハリウッド映画や邦画、アメリカのメジャースポーツ（MLB・NBA・NFL）などの放送がパーフェクTV!視聴者にしか見られない独占コンテンツとして提供された。
また、パーフェクTV!自身の企画番組としても日本初の音楽ライブの生中継として1997年8月には「ハウンドドッグ ライブin名古屋」が放送され、1997年10月11日には東京ドームより日本初のペイパービュー方式による格闘技生中継イベント「PRIDE.1 ヒクソン・グレイシー 対 高田延彦」が放送された。同年、12月には日本初のアメリカからの音楽ライブのペイパービュー方式による独占生中継「ローリング・ストーンズ Bridges to Babylon ライブ フロム セントルイス」が放送された。ペイパービュー方式ではない独自番組放送として1997年のジョルジオ・アルマーニ来日記念の東京・絵画館前特設ランウエイからの日本初のファッションショー全ての生放送番組や、1997年12月31日に行われた「X JAPAN ラストライブ」のノーカット放送を翌年2月にスペースシャワーTVと共同で実施するなどした。
ただし、これらの一部の格闘技・音楽イベントや、Jリーグなどのスポーツ番組を除いて自前のコンテンツ契約は持っていなかった。というのも、元々パーフェクTV!とその株主はペイ・パー・ビュー・ジャパン（現在：スカパー・ブロードキャスティング）、JスカイBはスカイエンターテイメント（現在のJ SPORTS）やスカイムービーズ（スター・チャンネルと経営統合）といった独自の番組供給会社を保有していたが、合併時にこれら番組供給会社の株式は旧プラットフォーム会社の株主に譲渡されたという事情もある。
しかし、1999年頃からWOWOWやディレクTVに対抗するために自前のコンテンツを確保する方針に変更した。特に野球・サッカー・格闘技等のスポーツコンテンツに力を入れている。
2010年以降はケーブルテレビやインターネットテレビへの対抗策として、これらのコンテンツをスカチャンでの独占放送とする傾向があり、他の番組供給会社から供給を受けた番組（例：AKB-級グルメスタジアムなど）をスカパー!独占企画としてスカチャンで放送するケースもある。2011年10月からはBSスカパー!が開局したことから、これらはBSスカパー!での放送が多くなっていた。
- 1999年（平成11年）
  - 春 - 「プロ野球セット」発売開始に合わせてスカパー!主導でプロ野球の放映権を各チャンネルで調整（1998年（平成10年）シーズンは同じ試合を複数のチャンネルで同時に放送するケースがみられた）、試合の時刻が重なり過ぎた場合はパーフェクト チョイス（現在：スカチャン）で放送。
  - 7月 - イタリア・セリエAの放映権獲得（従来WOWOWが保有）。パーフェクト・チョイスで放送する他、SKY sports・J-SPORTS（両チャンネルともJ SPORTSの前身）にもサブライセンスしたがディレクTVのJ-SPORTSでは放送できず、他番組に差し替えとなった。
- 2000年（平成12年）9月 - 2002 FIFAワールドカップのCS放映権獲得。全試合パーフェクト・チョイスで生中継。
- 2001年（平成13年）
  - 7月 - イングランド・プレミアリーグ、フランス・ディビジョン・アン（現在：リーグ・アン）の放映権獲得（従来プレミアリーグはJSKY SPORTS（現在：J SPORTS）が保有。現在は両リーグともJ SPORTSが保有）。
  - 10月 - サムライ・ティービー（格闘技専門チャンネル「FIGHTING TV サムライ」を運営、現在：スカパー・ブロードキャスティング）の株式約80%を取得（2007年（平成19年）3月完全子会社化）。
- 2002年（平成14年）8月 - オランダ・エールディヴィジの国内独占放映権獲得（従来、CSはGAORA、BSはBS朝日が保有。2005 - 2006シーズンまで）。
- 2003年（平成15年）
  - 2月 - WWEのPPV特番をパーフェクト チョイスで放送開始（従来、J SKY SPORTSで放送。2008年（平成20年）よりJ:COMオンデマンドでも放送）。
  - 4月 - UEFAチャンピオンズ・リーグの放映権をフジテレビジョン、J SKY SPORTSと共同で獲得（従来地上波はTBS、衛星はWOWOWが保有。2006年（平成18年）よりスカパー単独で保有、他社にサブライセンス）。
- 2004年（平成16年）
  - 2月 - メジャーリーグ（MLB）のCS放映権を獲得（従来ペイ・パー・ビュー・ジャパン（パーフェクト チョイス）が保有。2009年（平成21年）からはJ SPORTSが放映権を獲得）。
  - 7月 - コンテンツ開発・投資を行う子会社・スカパー・ウェルシンクを設立（2004年10月事業会社化）。
- 2005年（平成17年）
  - 2月 - ペイ・パー・ビュー・ジャパンの株式を追加取得（20%→65%）、連結子会社化（2007年（平成19年）9月完全子会社化）。
  - 5月 - 2006 FIFAワールドカップのCS放映権獲得。全試合録画、スカイパーフェクTV!110（現在：スカパー!）ではハイビジョン放送。
  - 7月
    - スペースシャワーネットワーク（音楽専門チャンネル「スペースシャワーTV」などを運営）の株式10%を取得。
    - 2006年バスケットボール世界選手権のCS放映権獲得（全試合パーフェクト チョイスで生中継、スカイパーフェクTV!110ではグループB及び決勝ラウンドをハイビジョン放送）。

  - 11月 - ジェイ・スポーツ・ブロードキャスティング（スポーツ専門チャンネル「J SPORTS」を運営）の株式15%を取得。
  - 12月 - 日活（映画専門チャンネル「チャンネルNECO」なども運営）の株式15%を取得。
- 2006年（平成18年）
  - 8月 - 2007年（平成19年） - 2011年（平成23年）のJリーグ（J1、J2）CS独占放送権を獲得。さらにIPインターネット独占放送権、モバイル独占放送配信権も獲得。
  - 12月 - BS放送の事業者であるWOWOWが参入。
- 2007年（平成19年）3月 - スペースシャワーネットワークよりeTEN（気象専門チャンネル「e-天気.net」を運営）を株式交換により子会社化（2010年（平成22年）4月、スカパー・ブロードキャスティングへ合併）。
- 2008年（平成20年）12月 - 2010 FIFAワールドカップのCS放映権獲得。全試合「スカチャン」にて生中継。スカパー!HDとスカパー!e2では全試合ハイビジョン生放送。

## イメージキャラクター
現在
- 2012年の「プロ野球セット」のCMでは、「KKコンビ」こと清原和博と桑田真澄が共演し、現在のプロ野球に対する思いや、2人の過去にも迫る内容を語り合うCMシリーズを展開している。
- 2012年9月29日より堺雅人がCM出演している。キャッチコピーは「ココロ動く、未来へ。」。
- 秘書役で夏目三久もCM出演している。
- ソフトバンクやNTTドコモとのコラボCMも放送していた。
- プロ野球・JリーグのCMは地域別にも作られており、各地元チームを中心に取り上げられる。
- スカパー!のロゴマーク等で用いられているキャラクターの名前は「スカッピー」である。以前のキャラクターは「ばけばけ君」であった[31]。

過去
- パーフェクTV!時代は鈴木蘭々、鈴木みのる、王様、明和電機、松田聖子などが出演していた。また開局前から林家ペー・パー子が「ペイ・パー・ビュー」に引っ掛けた出落ちCMに出演していた。
- SMAPの中居正広（BOSSとのコラボレート企画で永瀬正敏、布袋寅泰と共演）や野村沙知代、松浦亜弥、琴欧州、KAT-TUN[注 30]が出演した。
- サッカーW杯日韓時は中田英寿、小野伸二、稲本潤一が登場、その後、アザラシのタマちゃん、W杯日韓で活躍したイルハン・マンスズも出演。
- 2007年7月現在、通常版は太田光（爆笑問題）、スカパー!レンタルサービスのCMはオセロの松嶋尚美（以前は磯野貴理が出演）がCMに出演中。
- スカパー!HDのCMは、2008年10月、岩下志麻で初出、2009年9月からは山﨑努が出演している。
- スカチャン放送時のJリーグ中継は2009年シーズンよりテーマ曲が登場した。2009年はLONG SHOT PARTY、2010年はサンボマスターが担当する。
- 2010 FIFAワールドカップの際にはイビチャ・オシムをCMに起用。キャッチコピーは「私と見ないか?」でスカパー!でのワールドカップ全試合中継をアピールした。
- 2010年プロ野球放送のCMでは、野村克也が出演。試合終了後の記者会見のようなCMで、ユニフォームの後ろ（背番号）には電話番号が書いてある。
- 地上デジタル放送への移行時期には、スカパー!e2の視聴が可能なデジタル3波チューナー搭載のテレビおよびレコーダーが普及したこともあって、この頃はe2のCMが中心となっていた（内容自体は共通）。
- 2012年9月までのCMでは森三中の黒沢かずこと松山ケンイチが夫婦役で出演している。キャッチコピーは、「スカパー!とあたらしいまいにち。」。

## 会報誌
- 「スカパー!と暮らす」という会報誌が、2019年11月より月刊で発行されていた（2023年12月発行の、2024年1月号をもって発行終了）。会報誌は2015年8月号からは、希望者にのみ発行されるようになった（事前に専用はがき又はmyスカパーで申込むか電話でも可）。
- 2012年9月までは「スカパー!Days」、2019年10月までは「スカパー!Magazine ヨムミル!」という名称だった。サッカー・Jリーグのスタジアムにはスカパー!のブースが設けられることがあり、会報誌を提示するとプレゼントが貰えるというサービスが行われることもあった。